# Launi Meili
Pour les articles homonymes, voir Meili (homonymie).
Launi Meili, née le 4 juin 1963 à Spokane, est une tireuse sportive américaine.

## Carrière
Launi Meili participe aux Jeux olympiques d'été de 1992 à Barcelone où elle remporte la médaille d'or dans l'épreuve de la carabine 50 mètres trois positions.